# Kaszás László (színművész)
Kaszás László (Budapest, 1926. január 8. –) magyar színész, bábművész.

## Életpályája
Az Országos Színészegyesület színiiskolájában 1946-ban kapott színészi oklevelet. 1947-ben a Független Színpadnál indult pályája. 1951-től rövid ideig a Madách Színház, majd az Állami Faluszínház tagja lett, 1952-ben az Állami Bábszínházhoz, 1954-ben a győri Kisfaludy Színházhoz szerződött. 1956 és 1978 között ismét az Állami Bábszínházban szerepelt. 1978-tól a Budapesti Gyermekszínház társulatának színművésze volt. Szerepeiben hősöket és karaktereket formált meg.

## Színházi szerepeiből
- Molière: A képmutató... Valér
- Petőfi Sándor: János vitéz... Gazda
- Madách Imre: Az ember tragédiája... Lucifer
- Bródy Sándor: A tanítónő... ifjú Nagy
- Lehár Ferenc: Luxemburg grófja... Sir Bazil
- G. Vladicsina – Tarbay Ede: Foltos és Fülenagy... Vasbőr
- Grimm fivérek – Maros Rudolf: Hamupipőke... Királyfi
- Móra Ferenc – Tordon Ákos Miklós: A furfangos sündisznócska... szereplő
- German Vasziljevics Matvejev: A csodálatos kalucsni... szereplő

## Rendezéseiből
Molnár Erzsébettel és Hordossy Józseffel közösen rendezte az alábbi bábelőadásokat a Győri Állami Bábszínházban, 1956-ban:
- Grimm fivérek: Piroska és a farkas
- Pórul járt császár
- Behemót, a vadászkutya

## Filmes és televíziós szerepei
- Süsü a sárkány (1977–1984)
- A nagyeszű sündisznócska (1980–1981)
- Három kövér (1985)
- Árgyílus királyfi és Tündér Ilona (1985)
- Tapsikáné fülönfüggője (1985)
- Csillagvitéz (1987)